# Morelo 5
Morelo 5 es el quinto álbum de estudio de la cantante argentina Marcela Morelo que fue publicado en 2005.

## Lista de canciones
1. Te está pasando lo mismo que a mí
2. No me lo perdono
3. Hombre y mujer
4. Dicen
5. Bailas libre
6. Corazones solitarios
7. A mi lado
8. No puedo dejarte
9. Sal de mí
10. Medalla

## Sencillos
En 2005 se dio a conocer lo que sería el primer sencillo del nuevo álbum Marcela Morelo que tendría por título 'Te está pasando lo mismo que a mí' (canción que abre el disco). Marcela utilizó un género diferente a lo que usó en sus cuatro discos anteriores. Para esta canción se usó una guitarra eléctrica líder (que fue tocada por Sergio Pérez) y una guitarra eléctrica adicional (tocada por Óscar Asencio).
Marcela rompió el estilo de música que había utilizado en Manantial, Eclipse, Tu Boca e Invisible; se siguió centrando en el tema principal de todas sus canciones "el amor", pero esta vez de una forma más cañera y popera.
El videoclip del primer sencillo de Marcela Morelo fue muy innovador y fantasioso. El video comienza con un fondo rosa y ella tocando la guitarra mientras aparecen unas mariposas (hechas por ordenador) volando a su alrededor. Después, al caer una lágrima digitalmente de su ojo el fondo se convierte en verde como si se tratase de la naturaleza donde se observan unos pájaros y unas flores dando una sensación de cuento de hadas. Esta escena transcurre durante el estribillo.
Para la segunda estrofa Marcela aparece de nuevo sentada tocando la guitarra hasta que vuelve a llegar el estribillo donde el fondo cambia a morado y se le observa a ella en un bosque corriendo a cámara lenta. Durante el resto del video Marcela va cantando el estribillo que se repite unas veces más tocando una guitarra y bailando mientras las mariposas aparecen de nuevo. Para finalizar con el fundido a negro aparece una dibujo de una rama de un árbol y unas flores donde se puede observar la palabra "Fin".

## Carátula

### La Portada
En la portada se puede observar a Marcela Morelo dibujaba como en un cómic delante de un paisaje hecho a ordenador.
Arriba del todo aparecen las letras "marcela morelo" y un poco más abajo a la izquierda aparece un círculo rodeado con flores donde se lee "morelo 5".

### Booklet
El booklet de Morelo 5 incluye la letra de las 10 canciones que componen el disco, los agradecimientos que Marcela da y más información sobre quién tocaba los instrumentos o quién participó en la producción del álbum.
El estilo que Marcela eligió para el booklet es el mismo que utiliza en la portada y contraportada. El tono de los colores de las páginas son verdes, azules y beiges con algunas imágenes que cubren algunas páginas (como flores, ranas o curvas). El estilo de las páginas del libreto es retro y la fuente que utilizó Marcela es la llama: "Filosofia Regular" (para la letra de las canciones) y "Filosofia Unicase" (para los títulos de las canciones en el booklet).

## Cortes de difusión
- Te está pasando lo mismo que a mí (2005)
- No me lo perdono (2005)
- Dicen (2006)

## Premios y nominaciones
| Premios Carlos Gardel | Premios Carlos Gardel    | Premios Carlos Gardel | Premios Carlos Gardel |
| Año                   | Categoría                | Trabajo               | Resultado             |
| --------------------- | ------------------------ | --------------------- | --------------------- |
| 2005                  | Mejor álbum pop femenina | Morelo 5              | Ganador               |

## Posicionamiento
| Año  | Canción                           | Listas argentinas             | Posición más alta | ref   |
| ---- | --------------------------------- | ----------------------------- | ----------------- | ----- |
| 2005 | Te está pasando lo mismo que a mi | Argentina Top 20              | 7                 | [ 2 ] |
| 2005 | Te está pasando lo mismo que a mi | Top 40 Charts.com Web Top 100 | 47                | [ 2 ] |
| 2005 | No Me lo Perdono                  | Hispanic America Top 40       | 35                | [ 3 ] |